# Championnat d'Allemagne masculin de handball
Le Championnat d'Allemagne masculin de handball est le championnat d'élite des clubs masculins de handball en Allemagne. Historiquement, c'est, avec le championnat espagnol, le championnat le plus relevé au monde et le plus titré sur la scène européenne avec un total de 22 Ligues des champions (C1), 12 Coupes des vainqueurs de Coupe (C2) et 28 Ligues européenne/Coupes de l'EHF (C3) dont, en 2025, une 24e victoire lors des 28 dernières éditions.
Avec 23 Bundesligas remportés dont 20 entre 1994 et 2021, 2023, le THW Kiel est le club le plus titré. Il est suivi par le VfL Gummersbach avec 12 couronnes entre 1966 et 1991 et le Frisch Auf Göppingen, vainqueur de 9 championnats entre 1954 et 1972. Vainqueur de son premier titre en 2025, le Füchse Berlin est le tenant du titre.

## Histoire

### Les deux premiers organisateurs: la DAH et la DHB
Lors des premières éditions de la compétition, celle-ci était organisée sous forme de poules régionales avec un tournoi final en fin de saison qui désignait le champion. Le Comité des travailleurs allemand pour le handball (Deutschen Arbeitsausschuss für Handball, DAH) est la première fédération qui n'organise toutefois que les deux premières saisons, les saisons 1947/48 et 1948/49, respectivement remportées par le Berliner SV 1892 et par le RSV Mülheim.
En octobre 1949, la Fédération allemande de handball (Deutsche Handballbund, DHB) est fondée, elle prend alors le relais de l'organisation du championnat en salle.
Ce changement d'organisateur est synonyme de prise du pouvoir par le Police de Hambourg qui domine toute suite la compétition en remportant quatre titres consécutifs entre 1950 et 1953 mais est ensuite freiné par le Frisch Auf Göppingen en 1954 puisque l'équipe de Bernhard Kempa remporte deux sacres d'affilée. Après les victoires en 1956 par le Berliner SV 1892 puis en 1957 par le THW Kiel, le Frisch Auf Göppingen revient de plus belle en remportant quatre fois le championnat de suite de 1958 à 1961 avant d'être détrôné par le THW Kiel qui remporte les deux saisons suivantes. Par la suite, les champions varient avec le troisième titre du Berliner SV 1892 en 1964, le septième titre du Frisch Auf Göppingen en 1965 et le tout premier titre du VfL Gummersbach en 1966.

### Depuis 1966: la Bundesliga
En 1966, la Bundesliga est mise en place par la Fédération allemande de handball qui est d'abord constituée de deux groupes (Nord et Sud) puis, à compter de 1977, en une division à poule unique.
Le VfL Gummersbach se revèle être le meilleur club ouest-allemand avec 12 titres entre 1966 et 1991. Toutefois, seuls deux clubs sont parvenus à tirer leur épingle du jeu : le TV Großwallstadt remporte 6 titres donc 4 consécutivement entre 1978 et 1981 et le TUSEM Essen 3 titres entre 1986 et 1989).
Depuis la réunification allemande, en dehors de l'éphémère SG Wallau-Massenheim vainqueur en 1992 et 1993, le THW Kiel, qui avait auparavant été trois fois champions d'Allemagne (1957, 1962 et 1963), domine la compétition remportant dix-sept des vingt-et-unes éditions entre 1993 et 2015. Seuls quatre clubs distincts sont parvenus à détrôner le THW Kiel : le TBV Lemgo en 1997 et 2003, le SC Magdebourg en 2001, le SG Flensburg-Handewitt en 2004 et le HSV Hambourg en 2011. Après de nombreux accessits, les Rhein-Neckar Löwen puis le SG Flensburg-Handewitt remportent deux titres chacun. Si le SC Magdebourg parvient à remporte son deuxième titre en 2022, le THW Kiel reprend sa domination avec son vingt-troisième championnat remporté en 2023.

## Présentation

### Modalités de la compétition
Les deux derniers du championnat sont relégués à la fin de la saison à l'échelon inférieur d'où sont issus les promus, la 2. Bundesliga.
En 2012-2013, la moyenne de spectateurs par match a atteint la moyenne de 4540 spectateurs par match. Après avoir constamment augmenté depuis 2001 pour atteindre la marque record de 4863 en 2007-2008, la moyenne de spectateurs a légèrement mais continuellement diminué par la suite (cf. Article en allemand (de)).

### Classement EHF
Depuis la création du Coefficient EHF, l'Allemagne a été le plus souvent le premier championnat européen, étant seulement devancé par l'Espagne de 2003 à 2007 et depuis 2022 ou par la France en 2018 et 2019 :
| 02 | 03 | 04 | 05 | 06 | 07 | 08 | 09 | 10 | 11 | 12 | 13 | 14 | 15 | 16 | 17 | 18 | 19 | 20 | 21 | 22 | 23 | 24 |
| -- | -- | -- | -- | -- | -- | -- | -- | -- | -- | -- | -- | -- | -- | -- | -- | -- | -- | -- | -- | -- | -- | -- |
| 1  | 2  | 2  | 2  | 2  | 2  | 1  | 1  | 1  | 1  | 1  | 1  | 1  | 1  | 1  | 1  | 2  | 2  | 1  | 1  | 2  | 2  | 2  |

Le classement 2024 de l'Allemagne pour la saison 2025-2026 est
| Rang                   | Championnat | Coeff. | Places |
| ---------------------- | ----------- | ------ | ------ |
| 1                      | Espagne     | 215,00 | 1      |
| 2                      | Allemagne   | 182,33 | 1      |
| 3                      | Pologne     | 166,33 | 1      |
| 4                      | Danemark    | 139,33 | 1      |
| 5                      | France      | 127,00 | 1      |
| 5                      | Hongrie     | 127,00 | 1      |
| 7                      | Roumanie    | 56,50  | 1      |
| 8                      | Croatie     | 49,00  | 1      |
| 9                      | Portugal    | 47,00  | 1      |
| 10 à 50 : aucune place |             |        |        |

### Clubs de l'édition 2023-24
| Club                         | Ville                           | Salle                                                          | Capacité             |
| ---------------------------- | ------------------------------- | -------------------------------------------------------------- | -------------------- |
| HBW Balingen-Weilstetten     | Balingen                        | Sparkassen-Arena Porsche-Arena                                 | 2320 6181            |
| Bergischer HC                | Wuppertal Solingen Düsseldorf 0 | Uni-Halle Klingenhalle Mitsubishi Electric Halle PSD Bank Dome | 3200 2800 4500 12500 |
| Füchse Berlin                | Berlin                          | Max-Schmeling-Halle                                            | 9000                 |
| TV Bittenfeld 1898 Stuttgart | Stuttgart                       | Porsche-Arena                                                  | 6211                 |
| ThSV Eisenach                | Eisenach                        | Werner-Aßmann-Halle                                            | 3100                 |
| HC Erlangen                  | Nuremberg                       | Arena Nürnberger Versicherung                                  | 8308                 |
| SG Flensburg-Handewitt       | Flensbourg                      | Flens-Arena                                                    | 6300                 |
| VfL Gummersbach              | Gummersbach                     | Schwalbe-Arena                                                 | 4132                 |
| Frisch Auf Göppingen         | Göppingen                       | EWS Arena                                                      | 5600                 |
| HSV Hambourg                 | Hambourg                        | Sporthalle Hamburg (de)                                        | 4144                 |
| TSV Hannover-Burgdorf        | Hanovre                         | ZAG Arena Swiss Life Hall                                      | 9850 4460            |
| THW Kiel                     | Kiel                            | Sparkassen-Arena                                               | 10285                |
| SC DHfK Leipzig              | Leipzig                         | Arena Leipzig                                                  | 6327                 |
| TBV Lemgo                    | Lemgo                           | Lipperlandhalle                                                | 4790                 |
| SC Magdebourg                | Magdebourg                      | GETEC Arena                                                    | 6600                 |
| MT Melsungen                 | Melsungen, Cassel               | Rothenbach-Halle                                               | 4500                 |
| Rhein-Neckar Löwen           | Mannheim                        | SAP Arena                                                      | 13200                |
| HSG Wetzlar                  | Wetzlar                         | Arena Wetzlar                                                  | 4500                 |

## Palmarès

### Champion saison par saison
| Année     | Champion      |
| --------- | ------------- |
| 1948 (de) | BSV 92 Berlin |
| 1949 (de) | RSV Mülheim   |

| Année     | Champion               |
| --------- | ---------------------- |
| 1950 (de) | Police de Hambourg     |
| 1951 (de) | Police de Hambourg     |
| 1952 (de) | Police de Hambourg     |
| 1953 (de) | Police de Hambourg (4) |
| 1954 (de) | Frisch Auf Göppingen   |
| 1955 (de) | Frisch Auf Göppingen   |
| 1956 (de) | BSV 92 Berlin          |
| 1957 (de) | THW Kiel               |
| 1958 (de) | Frisch Auf Göppingen   |
| 1959 (de) | Frisch Auf Göppingen   |
| 1960 (de) | Frisch Auf Göppingen   |
| 1961 (de) | Frisch Auf Göppingen   |
| 1962 (de) | THW Kiel               |
| 1963 (de) | THW Kiel               |
| 1964 (de) | BSV 92 Berlin (2)      |
| 1965 (de) | Frisch Auf Göppingen   |
| 1966 (de) | VfL Gummersbach        |

| Année     | Champion                 |
| --------- | ------------------------ |
| 1967 (de) | VfL Gummersbach          |
| 1968 (de) | SG Leutershausen (1)     |
| 1969 (de) | VfL Gummersbach          |
| 1970 (de) | Frisch Auf Göppingen     |
| 1971 (de) | Grün-Weiß Dankersen      |
| 1972 (de) | Frisch Auf Göppingen (9) |
| 1973 (de) | VfL Gummersbach          |
| 1974 (de) | VfL Gummersbach          |
| 1975 (de) | VfL Gummersbach          |
| 1976 (de) | VfL Gummersbach          |
| 1977 (de) | Grün-Weiß Dankersen (2)  |
| 1978 (de) | TV Großwallstadt         |
| 1979 (de) | TV Großwallstadt         |
| 1980 (de) | TV Großwallstadt         |
| 1981 (de) | TV Großwallstadt         |
| 1982 (de) | VfL Gummersbach          |
| 1983 (de) | VfL Gummersbach          |
| 1984 (de) | TV Großwallstadt         |
| 1985 (de) | VfL Gummersbach          |
| 1986 (de) | TUSEM Essen              |
| 1987 (de) | TUSEM Essen              |
| 1988 (de) | VfL Gummersbach          |
| 1989 (de) | TUSEM Essen (3)          |
| 1990 (de) | TV Großwallstadt (6)     |

| Année     | Champion                 |
| --------- | ------------------------ |
| 1991 (de) | VfL Gummersbach (12)     |
| 1992 (de) | SG Wallau-Massenheim     |
| 1993 (de) | SG Wallau-Massenheim (2) |
| 1994 (de) | THW Kiel                 |
| 1995 (de) | THW Kiel                 |
| 1996 (de) | THW Kiel                 |
| 1997 (de) | TBV Lemgo                |
| 1998 (de) | THW Kiel                 |
| 1999 (de) | THW Kiel                 |
| 2000 (de) | THW Kiel                 |
| 2001 (de) | SC Magdebourg (1)        |
| 2002 (de) | THW Kiel                 |
| 2003 (de) | TBV Lemgo (2)            |
| 2004      | SG Flensburg-Handewitt   |
| 2005      | THW Kiel                 |
| 2006      | THW Kiel                 |
| 2007      | THW Kiel                 |
| 2008      | THW Kiel                 |
| 2009      | THW Kiel                 |
| 2010      | THW Kiel                 |
| 2011      | HSV Hambourg (1)         |
| 2012      | THW Kiel                 |
| 2013      | THW Kiel                 |

| Année     | Champion                   |
| --------- | -------------------------- |
| 2014      | THW Kiel                   |
| 2015      | THW Kiel                   |
| 2016      | Rhein-Neckar Löwen         |
| 2017      | Rhein-Neckar Löwen (2)     |
| 2018      | SG Flensburg-Handewitt     |
| 2019      | SG Flensburg-Handewitt (3) |
| 2020      | THW Kiel                   |
| 2021      | THW Kiel                   |
| 2022      | SC Magdebourg (2)          |
| 2023 (de) | THW Kiel (23)              |
| 2024 (de) | SC Magdebourg (3)          |
| 2025 (de) | Füchse Berlin (1)          |

### Bilan
| Rang | Club                   | Titres | Années victorieuses |
| ---- | ---------------------- | ------ | --- |
| 1    | THW Kiel               | 23     | 1957, 1962, 1963, 1994, 1995, 1996, 1998, 1999, 2000, 2002, 2005, 2006, 2007, 2008, 2009, 2010, 2012, 2013, 2014, 2015, 2020, 2021, 2023 |
| 2    | VfL Gummersbach        | 12     | 1966, 1967, 1969, 1973, 1974, 1975, 1976, 1982, 1983, 1985, 1988, 1991                                                                   |
| 3    | Frisch Auf Göppingen   | 09     | 1954, 1955, 1958, 1959, 1960, 1961, 1965, 1970, 1972                                                                                     |
| 4    | TV Großwallstadt       | 06     | 1978, 1979, 1980, 1981, 1984, 1990 |
| 5    | Police de Hambourg     | 04     | 1950, 1951, 1952, 1953 |
| 6    | TUSEM Essen            | 03     | 1986, 1987, 1989 |
| 6    | SG Flensburg-Handewitt | 03     | 2004, 2018, 2019 |
| 6    | SC Magdebourg          | 03     | 2001, 2022, 2024 |
| 8    | BSV 92 Berlin          | 02     | 1956, 1964 |
| 8    | GWD Minden             | 02     | 1971, 1977 |
| 8    | SG Wallau-Massenheim   | 02     | 1992, 1993 |
| 8    | TBV Lemgo              | 02     | 1997, 2003 |
| 8    | Rhein-Neckar Löwen     | 02     | 2016, 2017 |
| 13   | SG Leutershausen       | 01     | 1968 |
| 13   | HSV Hambourg           | 01     | 2011 |
| 13   | Füchse Berlin          | 01     | 2025 |

Remarque : les Championnat des zones d'occupation, disputés en 1948 et 1949 avant la création de la Fédération allemande de handball, ne sont pas comptabilisés dans le bilan officiel.

## Statistiques et récompenses

### Meilleurs joueurs de la saison
Depuis 2001, les 18 entraineurs des clubs désignent le meilleur joueur à l'occasion du HBL All-Star Game (de) qui réunit les meilleurs joueurs de la saison en Championnat :
| Saison    | Meilleur joueur            | Club                   |
| --------- | -------------------------- | ---------------------- |
| 2000-2001 | Ólafur Stefánsson          | SC Magdebourg          |
| 2001-2002 | Ólafur Stefánsson (2)      | SC Magdebourg          |
| 2002-2003 | Christian Schwarzer        | TBV Lemgo              |
| 2003-2004 | Lars Krogh Jeppesen        | SG Flensburg-Handewitt |
| 2004-2005 | Henning Fritz              | THW Kiel               |
| 2005-2006 | Guðjón Valur Sigurðsson    | VfL Gummersbach        |
| 2006-2007 | Nikola Karabatic           | THW Kiel               |
| 2007-2008 | Nikola Karabatic (2)       | THW Kiel               |
| 2008-2009 | Thierry Omeyer             | THW Kiel               |
| 2009-2010 | Filip Jícha                | THW Kiel               |
| 2010-2011 | Uwe Gensheimer             | Rhein-Neckar Löwen     |
| 2011-2012 | Kim Andersson              | THW Kiel               |
| 2012-2013 | Domagoj Duvnjak            | HSV Hambourg           |
| 2013-2014 | Andy Schmid                | Rhein-Neckar Löwen     |
| 2014-2015 | Andy Schmid (2)            | Rhein-Neckar Löwen     |
| 2015-2016 | Andy Schmid (3)            | Rhein-Neckar Löwen     |
| 2016-2017 | Andy Schmid (4)            | Rhein-Neckar Löwen     |
| 2017-2018 | Andy Schmid (5)            | Rhein-Neckar Löwen     |
| 2018-2019 | Rasmus Lauge               | SG Flensburg-Handewitt |
| 2019-2020 | Domagoj Duvnjak (2)        | THW Kiel               |
| 2020-2021 | Jim Gottfridsson           | SG Flensburg-Handewitt |
| 2021-2022 | Ómar Ingi Magnússon        | SC Magdebourg          |
| 2022-2023 | Gísli Þorgeir Kristjánsson | SC Magdebourg          |
| 2023-2024 | Magnus Saugstrup           | SC Magdebourg          |
| 2024-2025 | Mathias Gidsel             | Füchse Berlin          |

### Meilleurs buteurs de la saison
Les meilleurs buteurs de chaque saison du Championnat d'Allemagne depuis l'instauration de la poule unique en 1977/78 sont :
| Saison    | Meilleur buteur             | Club                   | Buts | 7 m | Moy. |
| --------- | --------------------------- | ---------------------- | ---- | --- | ---- |
| 1977-1978 | Đorđe Lavrnić               | TuS Derschlag          | 173  | 98  | 6,65 |
| ...       |                             |                        |      |     |      |
| 1995-1996 | Martin Schwalb              | SG Wallau-Massenheim   | 230  | 102 | 7,67 |
| 1996-1997 | Yoon Kyung-shin             | VfL Gummersbach        | 209  | 41  | 6,97 |
| 1997-1998 | Stéphane Stoecklin          | GWD Minden             | 207  | 53  | 7,39 |
| 1998-1999 | Yoon Kyung-shin (2)         | VfL Gummersbach        | 228  | 27  | 7,60 |
| 1999-2000 | Yoon Kyung-shin (3)         | VfL Gummersbach        | 256  | 26  | 7,53 |
| 2000-2001 | Yoon Kyung-shin (4)         | VfL Gummersbach        | 324  | 76  | 8,53 |
| 2001-2002 | Yoon Kyung-shin (5)         | VfL Gummersbach        | 263  | 59  | 7,74 |
| 2002-2003 | Lars Christiansen           | SG Flensburg-Handewitt | 289  | 121 | 8,50 |
| 2003-2004 | Yoon Kyung-shin (6)         | VfL Gummersbach        | 261  | 85  | 7,68 |
| 2004-2005 | Lars Christiansen (2)       | SG Flensburg-Handewitt | 258  | 100 | 7,59 |
| 2005-2006 | Guðjón Valur Sigurðsson     | VfL Gummersbach        | 264  | 69  | 7,76 |
| 2006-2007 | Yoon Kyung-shin (7)         | HSV Hambourg           | 209  | 80  | 6,94 |
| 2007-2008 | Konrad Wilczynski           | Füchse Berlin          | 237  | 128 | 6,97 |
| 2008-2009 | Savas Karipidis             | MT Melsungen           | 282  | 116 | 8,29 |
| 2009-2010 | Hans Lindberg               | HSV Hambourg           | 257  | 135 | 7,56 |
| 2010-2011 | Anders Eggert               | SG Flensburg-Handewitt | 248  | 132 | 7,29 |
| 2011-2012 | Uwe Gensheimer              | Rhein-Neckar Löwen     | 247  | 84  | 7,48 |
| 2012-2013 | Hans Lindberg (2)           | HSV Hambourg           | 235  | 99  | 6,91 |
| 2013-2014 | Marko Vujin                 | THW Kiel               | 248  | 66  | 7,29 |
| 2014-2015 | Robert Weber                | SC Magdebourg          | 271  | 99  | 7,53 |
| 2015-2016 | Petar Nenadić               | Füchse Berlin          | 229  | 63  | 7,16 |
| 2016-2017 | Philipp Weber               | HSG Wetzlar            | 224  | 66  | 6,59 |
| 2017-2018 | Casper Ulrich Mortensen     | TSV Hannover-Burgdorf  | 230  | 98  | 6,77 |
| 2018-2019 | Matthias Musche             | SC Magdebourg          | 256  | 97  | 7,53 |
| 2019-2020 | Bjarki Már Elísson          | TBV Lemgo              | 216  | 72  | 8,00 |
| 2020-2021 | Ómar Ingi Magnússon         | SC Magdebourg          | 274  | 134 | 7,21 |
| 2021-2022 | Hans Lindberg (3)           | Füchse Berlin          | 242  | 124 | 7,12 |
| 2022-2023 | Casper Ulrich Mortensen (2) | HSV Hambourg           | 234  | 72  | 7,31 |
| 2023-2024 | Manuel Zehnder              | ThSV Eisenach          | 277  | 90  | 8,15 |
| 2024-2025 | Marko Grgić                 | ThSV Eisenach          | 301  | 85  | 8,85 |

### Meilleurs buteurs de l'histoire
En mai 2023, le Danois Hans Lindberg est devenu le meilleur buteur de l'histoire du championnat depuis la saison 1977/78, devançant le Sud-coréen Yoon Kyung-shin. Au terme de la saison 2023-2024, douze joueurs ont dépassé la barre des 2000 buts :
| Rang | Nat.                       | Joueur                  | Buts  | Buts | Buts | MJ  | Moy. |
| Rang | Nat.                       | Joueur                  | Total | Ch.  | 7m   | MJ  | Moy. |
| ---- | -------------------------- | ----------------------- | ----- | ---- | ---- | --- | ---- |
| 1    | Drapeau du Danemark        | Hans Lindberg           | 3 115 | 1617 | 1498 | 500 | 6,2  |
| 2    | Drapeau de la Corée du Sud | Yoon Kyung-shin         | 2 905 | 2262 | 643  | 406 | 7,2  |
| 3    | Drapeau du Danemark        | Lars Christiansen       | 2 875 | 1651 | 1224 | 462 | 6,2  |
| 4    | Drapeau de l'Allemagne     | Jochen Fraatz (de)      | 2 683 | 1816 | 867  | 446 | 6,0  |
| 5    | Drapeau de l'Autriche      | Robert Weber            | 2 511 | 1637 | 874  | 450 | 5,6  |
| 6    | Drapeau de l'Allemagne     | Uwe Gensheimer          | 2 439 | 1613 | 826  | 436 | 5,6  |
| 7    | Drapeau de l'Allemagne     | Holger Glandorf         | 2 428 | 2406 | 23   | 543 | 4,5  |
| 8    | Drapeau de l'Allemagne     | Martin Schwalb          | 2 272 | 1327 | 945  | 430 | 5,3  |
| 9    | Drapeau de l'Allemagne     | Christian Schwarzer     | 2 208 | 2189 | 19   | 603 | 3,7  |
| 10   | Drapeau de l'Allemagne     | Marcel Schiller (de)    | 2 186 | 1136 | 1050 | 385 | 5,7  |
| 11   | Drapeau de l'Islande       | Guðjón Valur Sigurðsson | 2 110 | 1793 | 317  | 462 | 4,6  |
| 12   | Drapeau de l'Allemagne     | Andreas Dörhöfer        | 2 003 | 1410 | 593  | 438 | 4,6  |

### Nombre de matchs
Depuis la saison 1977-1978 et au terme de la saison 2023-2024, 18 joueurs ont disputé au moins 500 matchs de Bundesliga, :
| Rang | Joueur                    | Club | Matchs                                                                                          | Période(s)         |
| ---- | ------------------------- | ---- | ----------------------------------------------------------------------------------------------- | ------------------ |
| 1    | Carsten Lichtlein (GB)    | 712  | TV Großwallstadt, TBV Lemgo, VfL Gummersbach, HC Erlangen, GWD Minden                           | 2000-2022          |
| 2    | Johannes Bitter (GB)      | 652  | Wilhelmshavener HV, SC Magdebourg, HSV Hambourg, TVB 1898 Stuttgart, HSV Hambourg               | 2002-              |
| 3    | Silvio Heinevetter (GB)   | 626  | SC Magdebourg, Füchse Berlin, MT Melsungen, TVB Stuttgart                                       | 2005-              |
| 4    | Jan Holpert (de) (GB)     | 614  | TSV Milbertshofen, SG Flensburg-Handewitt                                                       | 1986-2007          |
| 5    | Henning Fritz (GB)        | 594  | SC Magdebourg, THW Kiel, Rhein-Neckar Löwen, SG Flensburg-Handewitt                             | 1992-2012, 2020/21 |
| 6    | Volker Zerbe              | 593  | TBV Lemgo                                                                                       | 1986-2006          |
| 7    | Christian Schwarzer       | 588  | VfL Fredenbeck, TV Niederwürzbach, TBV Lemgo, Rhein-Neckar Löwen                                | 1988-2009          |
| 8    | Stefan Hecker (de) (GB)   | 571  | TUSEM Essen, VfL Gummersbach                                                                    | 1979-2004          |
| 9    | Mattias Andersson (GB)    | 569  | THW Kiel, TV Großwallstadt, SG Flensburg-Handewitt                                              | 2001-2018, 2020/21 |
| 10   | Michael Haaß (de)         | 552  | TUSEM Essen, HSG Düsseldorf, RN Löwen, GWD Minden, FA Göppingen, SC Magdebourg, HC Erlangen     | 2000-2020          |
| 11   | Holger Glandorf           | 543  | HSG Nordhorn, TBV Lemgo, SG Flensburg-Handewitt                                                 | 2001-2020          |
| 12   | Alexander Petersson       | 522  | HSG Düsseldorf, TV Großwallstadt, SG Flensburg-Handewitt, Füchse Berlin, RN Löwen, MT Melsungen | 2004-2022          |
| 12   | Andreas Thiel (GB)        | 522  | VfL Gummersbach, TSV Bayer Dormagen                                                             | 1979-2000          |
| 14   | Marcus Rominger (de) (GB) | 518  | SG Leutershausen, SG Wallau-Massenheim, TV Großwallstadt, Rhein-Neckar Löwen                    | 1993-2011          |
| 15   | Patrick Groetzki          | 517  | Rhein-Neckar Löwen                                                                              | 2007-              |
| 16   | Tim Kneule (de)           | 512  | Frisch Auf Göppingen                                                                            | 2006-2024          |
| 17   | Thomas Knorr              | 504  | VfL Bad Schwartau, THW Kiel, SG Flensburg-Handewitt, HSV Hambourg, SC Magdebourg                | 1990-2007, 2013/14 |
| 18   | Hans Lindberg             | 500  | HSV Hambourg, Füchse Berlin                                                                     | 2007-2024          |

En italique sont indiqués les joueurs toujours actifs.